# Sângele voinicului

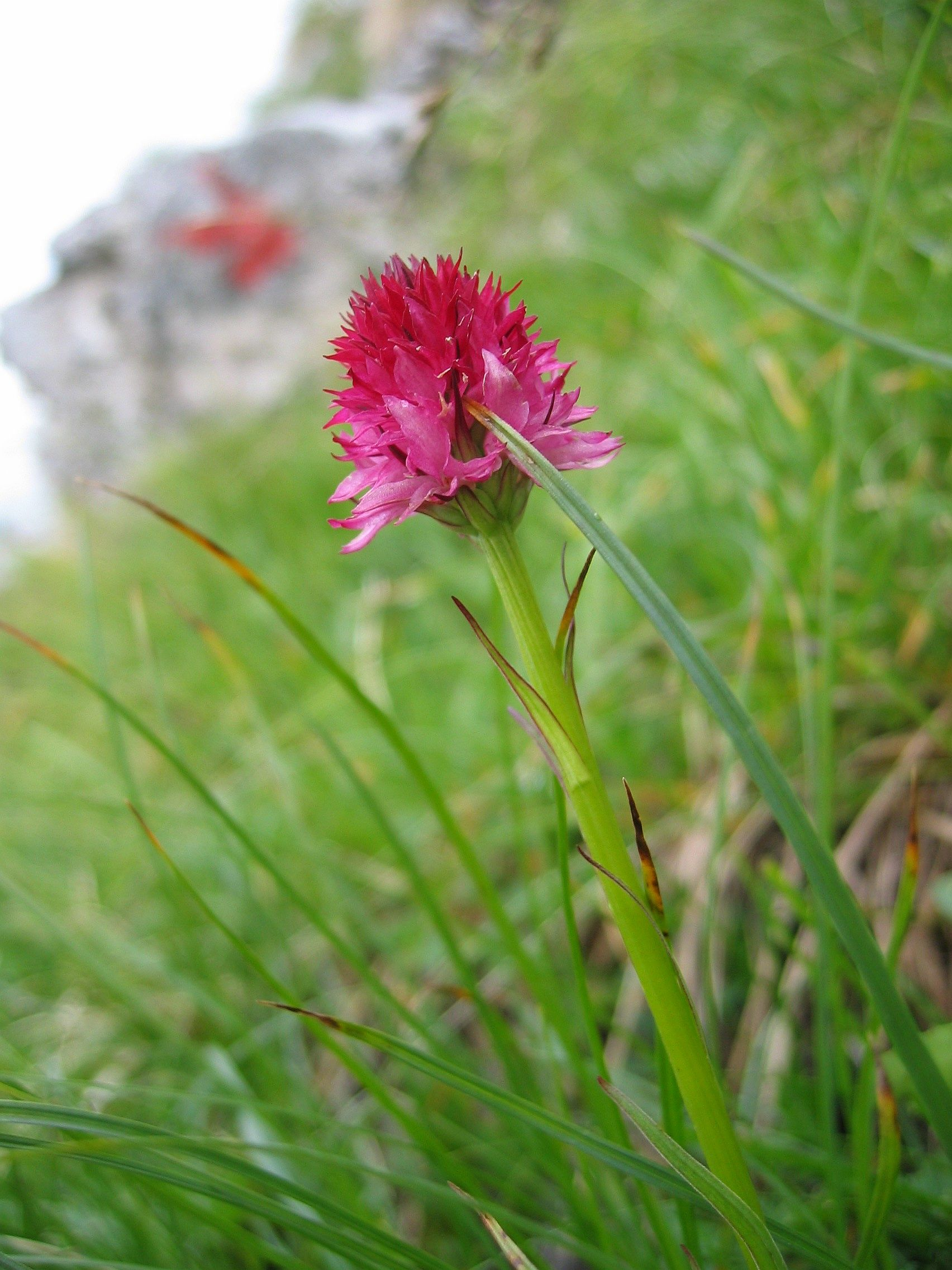
Sângele voinicului

Sângele voinicului (Nigritella rubra) este o plantă din familia Orchidaceae.
Are tulpina dreaptă, înaltă de 8–14 cm. Frunzele sunt numeroase și înguste, alungite, îndreptate spre cer. Florile sunt mici și numeroase, strânse la vârful tulpinii într-un ghem oval. Florile au culoarea roșie-purpurie întunecată, cu miros plăcut de vanilie.
Rădăcina este formată din tubercule spintecate.
Înflorește în luna iunie și august.
În România se găsește foarte rar, în munții Carpați în nord-est și la sud.